# Wojna naftowa w Nigerii
Wojna naftowa w Nigerii – wewnętrzna wojna w Nigerii trwająca od 14 do 21 września 2008. Nazwy „wojna naftowa” użył Ruch na rzecz Wyzwolenia Delty Nigru. Wojna ta była jednym z epizodów trwającego konfliktu w Delcie Nigru od 2006 roku.

## Geneza konfliktu
Konflikt w Nigerii wybuchł w 2006, kiedy miejscowi rebelianci, skupieni głównie w ugrupowaniu Ruch na rzecz Wyzwolenia Delty Nigru (MEND), zainicjowali ataki na instalacje przemysłu naftowego w delcie. Prócz tego porywali pracowników (do 2008 roku około dwustu – większość wypuszczono po zapłaceniu okupu, wśród nich było także kilku Polaków). Miejscowa ludność (głównie przedstawiciele plemion Ijaw i Ogoni) żądała sprawiedliwego podziału dochodów, jakie osiągało państwo z wydobywania ropy naftowej. Sprzeciwiła się też rabunkowej ich zdaniem gospodarce, prowadzonej przez koncerny naftowe, która miała prowadzić do fatalnych skutków ekologicznych w regionie. Atakom motywowanym politycznie towarzyszył rozkwit piractwa i fala przemocy na tle rabunkowym, która rozprzestrzeniła się również poza terytorium Nigerii.
13 września 2008 rebelianci wystosowali ultimatum, które dawało zagranicznym koncernom naftowym 24 godziny na wyjście z Nigerii.

## Wojna naftowa
Rebelianci ogłosili 14 września 2008 otwartą wojnę przeciwko rządowi Nigerii.
„W ślad za wcześniejszymi ostrzeżeniami, iż każdy atak na nasze pozycje będzie równoznaczny z wypowiedzeniem wojny naftowej Ruch na rzecz Wyzwolenia Delty Nigru (MEND) deklaruje wojnę naftową w odpowiedzi na niesprowokowane ataki z powietrza i od strony morza na swoje pozycje, do których doszło (…) 13 września” ogłosił w niedzielę rzecznik MEND Jomo Gnomo.
Za zapowiedziami rzecznika przyszła fala ataków na instalacje przemysłu naftowego w regionie. W pierwszych trzech dniach w walkach zginęło około stu ludzi.
Dnia 14 września w wyniku ataku na platformę wiertniczą należącą do koncernu Chevron w Kula zginęło dwudziestu dwóch żołnierzy nigeryjskich.
15 września bojówki zaatakowały w Alakiri stację przesyłową ropy należącą do Royal Dutch Shell. W tym ataku zginęło dwóch pracowników, a około stu ewakuowano. Rebelianci zaatakowali z około dziesięciu motorówek, obrzucając platformę ładunkami wybuchowymi. Atak trwał mniej więcej godzinę.

## Zawieszenie broni
W kolejnych dniach sytuacja uspokajała się, lecz dochodziło jeszcze do drobnych incydentów.
21 września 2008 nigeryjscy rebelianci zadeklarowali jednostronne zawieszenie broni.
Tłumacząc dlaczego wysunęli taką deklarację, usprawiedliwiali się wieloma prośbami wodzów plemiennych o wstrzymanie ataków. MEND poinformował, iż zawieszenie broni wchodzi w życie od 21 września od godziny 1:00, dodając:

Mamy nadzieje, że armia odebrała gorzką lekcję. Każdy kolejny niesprowokowany atak rozpocznie następną wojnę naftową

## Masowe aresztowania
25 września rozpoczęła się akcja aresztowań osób podejrzanych o uczestnictwo w ugrupowaniach zbrojnych walczących podczas wojny. Policja zatrzymała około 200 osób, wśród nich także nieletnich. Niektórzy z aresztowanych są podejrzewani o prowadzenie rekrutacji wśród nieletnich na potrzeby grup rebeliantów działających w regionie.

## Kryzys w Delcie Nigru
W wyniku ataków rebeliantów na platformy naftowe wydobycie ropy naftowej w Delcie Nigru spadło o 600 tys. baryłek dziennie. Skutki tego widoczne były na światowych rynkach. Z powodu nieustannego od 2006 roku kryzysu wydobycie ropy naftowej w Nigerii spadło z 2,5 mln baryłek dziennie do 2,1 mln baryłek. W efekcie Nigeria przestała być liderem w produkcji ropy naftowej w Afryce, stała się nim Angola. Niestabilność w regionie delty jest jednym z czynników prowadzących do wzrostu cen ropy naftowej.